# Silo chrisiammos
Silo chrisiammos är en nattsländeart som beskrevs av Malicky 1984. Silo chrisiammos ingår i släktet Silo och familjen grusrörsnattsländor. Inga underarter finns listade i Catalogue of Life.